# Heian Shodan
È il primo dei cinque kata "Heian" (i cui ideogrammi stanno a significare "Pace e tranquillità") dello stile Shotokan. Originariamente tutti i kata Heian si chiamavano Pinan. È interamente composto dalle tecniche "di base" del karate, si insegna alle cinture bianche (VI Kyu), è relativamente facile e non richiede un grande bagaglio tecnico.
Alcune fonti fanno risalire l'origine di tale kata al maestro cinese Koshokun (Kushanku) creatore di Kanku-dai, altri sostengono invece che alcune parti del kata siano state riprese dal kata Bassai-dai.
Il maestro Anko Itosu nel 1904 li introdusse nelle scuole secondarie, togliendo quelle tecniche che ne avevano fatto un'arte per uccidere. Anche la tecnica si modificherà mettendo di più l'accento sul corretto uso del corpo e pur sempre una particolare attenzione all'autodifesa.
Per questo motivo cominciano con una parata, espressione di umiltà.

## Andamento del Kata
I movimento del kata sono i seguenti: 
1. Saluto (Rei) Musubi dachi
2. Nome del kata
3. Yoi Hachiji-dachi
4. Verso sinistra Gedan Barai Zenkutsu-dachi sinistro
5. Passo in avanti Zenkutsu-dachi destro oi-zuki
6. Rotazione di 180° Zenkutsu-dachi destro Gedan Barai
7. Arretrando con la gamba anteriore (destra) in renoiji-dachi, colpire tettsui uchi destro (colpo a martello)
8. Avanzando Zenkutsu-dachi sinistro colpire oi-zuki
9. Spostando la gamba sinistra di 90° in senso antiorario parare Gedan Barai sinistro in Zenkutsu-dachi sinistro
10. Sul posto parata Age Shuto Uke sinistro
11. Avanzando Zenkutsu-dachi destro Age uke destro
12. Avanzando Zenkutsu-dachi sinistro Age uke
13. Avanzando Zenkutsu-dachi destro Age uke con kiai
14. Ruotare, tenendo fermo il piede anteriore, di 270° di spalle Gedan Barai sinistro in Zenkutsu-dachi sinistro
15. Avanzando Zenkutsu-dachi destro Oi-zuki destro
16. Rotazione di 180° Zenkutsu-dachi destro Gedan Barai destro
17. Avanzando Zenkutsu-dachi sinistro Oi-zuki
18. Spostando la gamba sinistra di 90° in senso antiorario parare Gedan Barai sinistro in Zenkutsu-dachi sinistro
19. Avanzando Zenkutsu-dachi destro Oi-zuki
20. Avanzando Zenkutsu-dachi sinistro Oi-zuki
21. Avanzando Zenkutsu-dachi destro Oi-zuki con KIAI
22. Ruotare, tenendo fermo il piede anteriore, di 270° di spalle Shuto uke in Kokutsu-dachi sinistro
23. Avanzando a 45° Shuto uke destro in Kokutsu dachi destro
24. Spostando il piede anteriore ruotare di 135° in senso orario Kokutsu dachi Shuto uke destro
25. Avanzando a 45° Shuto uke sinistro in Kokutsu dachi sinistro con kiai
26. Yoi
27. Saluto Musubi dachi
28. Yame